# Charles A. S. Hall
Charles A.S. Hall, né en 1943, est un écologue et économiste de l'énergie, professeur émérite de la State University of New York.

## Biographie
Charles Hall est né près de Boston. Il a une licence en biologie à l'Université de Colgate et un master en zoologie de l'Université de Penn State. Formé par Howard Odum à la science des écosystèmes, il soutient sa thèse de doctorat à l'Université de Caroline du Nord.
Il a enseigné dans plusieurs universités, notamment de 1987 à sa retraite, à l'université de New York, dans le département des sciences de l'environnement et de la forêt. Il a travaillé sur les écosystèmes, l'économie biophysique et la relation entre l'énergie et la société.

## Publications
- Spain’s Photovoltaic Revolution: The energy return on investment avec Pedro_Prieto, Springer, 2012  (ISBN 9781441994370).
- The Chinese Oil Industry: History and Future, avec Lianyong Feng, Yan Hu et Jianliang Wang, Springer, 2012  (ISBN 9781441994103).
- The First Half of the Age of Oil: An Exploration of the Work of Colin Campbell and Jean Laherrère, avec Carlos Ramírez-Pascualli  Springer, 2012  (ISBN 9781461460633).